# Etmopterus pseudosqualiolus
Etmopterus pseudosqualiolus är en hajart som beskrevs av Last, Burgess och Bernard Séret 2002. Etmopterus pseudosqualiolus ingår i släktet Etmopterus och familjen lanternhajar. IUCN kategoriserar arten globalt som livskraftig. Inga underarter finns listade i Catalogue of Life.